# Apremont (Ain)
Apremont egy település Franciaországban, Ain megyében. Lakosainak száma 399 fő (2022. január 1.). Apremont Bellignat, Charix, Groissiat, Martignat, Montréal-la-Cluse, Nantua és Oyonnax községekkel határos.

## Népesség
A település népességének változása:
| Lakosok száma | 148  | 279  | 329  | 333  | 374  | 390  | 376  | 373  | 368  | 399  |
|               | 1968 | 1982 | 1999 | 2006 | 2011 | 2015 | 2017 | 2018 | 2020 | 2022 |